# Jagatsinghpur
Jagatsinghpur es una ciudad y municipio situada en el distrito de Jagatsinghpur en el estado de Odisha (India). Su población es de 33631 habitantes (2011). Se encuentra a 42 km de Bhubaneswar y a 42 km de Cuttack.

## Demografía
Según el censo de 2011 la población de Jagatsinghpur era de 33631 habitantes, de los cuales 17239 eran hombres y 16392 eran mujeres. Jagatsinghpur tiene una tasa media de alfabetización del 89,32%, superior a la media estatal del 72,87: la alfabetización masculina es del 93,45%, y la alfabetización femenina del 84,98%.